# Tang Wenzong
Tang Wenzong (zijn persoonlijke naam was Li Ang) (809 – 840) was keizer van de Chinese Tang-dynastie. Hij regeerde van 827 tot 840. 
Wenzong werd in 827 op zeventienjarige leeftijd op de troon gezet door een factie eunuchen die zijn broer Jingzong (809-827) hadden vermoord. Anders dan zijn twee voorgangers was Wenzong een serieus en belezen persoon, maar te onervaren om de hofintriges de baas te kunnen. 
Na 830 probeerde Wenzong om onder de dominantie van de eunuchen uit te komen door een andere factie te steunen. Met hulp van zijn arts en een lid van de Hanlin-academie beraamde de keizer in 835 een complot om de leidende eunuchen te vermoorden. Het complot werd echter ontdekt en er volgde een zuivering onder de samenzweerders en hun families. Uit vrees voor een interventie van de militaire gouverneurs in de provincies werd Wenzong zelf gespaard. De laatste vijf jaar van zijn leven bracht Wenzong als een gevangene in zijn eigen paleis door. Hij omschreef zijn situatie zelf als die van een "slaaf van zijn huishoudslaven". 